# エルジュビェタ・ボレスワヴヴナ
エルジュビェタ・ボレスワヴヴナ（Elżbieta Bolesławówna、1263年 - 1304年9月23日）は、レグニツァ＝ヴロツワフ公ヘンリク5世の妃。ヴィエルコポルスカ公ボレスワフの長女、母はハンガリー王ベーラ4世の娘ヨレンタ。妹にポーランド王ヴワディスワフ1世と結婚したヤドヴィガ、従兄にヴィエルコポルスカ公兼ポーランド王プシェミスウ2世がいる。
1273年にヘンリク5世と結婚し、8人の子女をもうけた。
1. ヤドヴィガ（1277年頃 - 1347年2月3日） - 1289年ないし1295年、ブランデンブルク＝ザルツヴェデル伯オットー（ブランデンブルク辺境伯オットー5世の息子）と結婚した。夫の死後、ヤドヴィガはヴロツワフの聖クララ修道院の修道女となった。
2. エウフェミア（1278年頃 - 1347年6月） - ケルンテン公オットー3世と結婚
3. アンナ（1284年 - 1343年10月2/3日） - ヴロツワフの聖クララ修道院の修道女
4. エルジュビェタ（1290年頃 - 1357/8年11月） - ヴロツワフの聖クララ修道院の修道女
5. ボレスワフ3世（1291年9月23日 - 1352年4月21日）
6. ヘレナ（1293年頃 - 1300年以後） - グニェズノの聖クララ修道院の修道女
7. ヘンリク6世（1294年3月18日 - 1335年11月24日）
8. ヴワディスワフ（父の死後に誕生、1296年6月6日 - 1352年以後の1月13日）

1296年にヘンリク5世が死ぬと、エルジュビェタは夫の弟であるヤヴォル公ボルコ1世と共にレグニツァの摂政を務めた。ボルコ1世の死後は、ボヘミア王ヴァーツラフ2世の庇護を受けている。1304年に41歳亡くなり、ヴロツワフの聖クララ修道院の夫の棺の隣に埋葬された。